# Championnat du Malawi de football 1999-2000
Navigation
Saison précédente Saison suivante
La saison 1999-2000 du Championnat du Malawi de football est la 15e édition de la Super League, le championnat de première division malawite. Elle se déroule sous la forme d’une poule unique avec treize formations, qui s’affrontent à deux reprises. En fin de saison, pour permettre le retour d'un championnat à quinze équipes, il n'y a pas de relégation et deux clubs de deuxième division sont promus.
C'est le tenant du titre, Bata Bullets qui remporte à nouveau le championnat cette saison, après avoir terminé en tête du classement final, avec trois points d'avance sur MDC United. C'est le cinquième titre de champion du Malawi de l'histoire du club.

## Les clubs participants
- Bata Bullets
- Moyale Barracks FC
- CIVO United
- Silver Strikers
- Red Lions Zomba
- Illovo FC
- ADMARC Tigers
- Telecom Wanderers
- ACT Stars
- MAFCO FC - Promu de D2
- Dwanga Sugar Corporation FC
- Super ESCOM
- MDC United

## Compétition

### Classement
| Rang | Équipe                      | Pts | J  | G  | N  | P  | Bp | Bc | Diff |
| ---- | --------------------------- | --- | -- | -- | -- | -- | -- | -- | ---- |
| 1    | Bata BulletsT               | 44  | 24 | 11 | 11 | 2  | 42 | 28 | +14  |
| 2    | MDC United                  | 41  | 24 | 11 | 8  | 5  | 34 | 25 | +9   |
| 3    | Silver Strikers             | 40  | 24 | 11 | 7  | 6  | 44 | 28 | +16  |
| 4    | CIVO United                 | 40  | 24 | 11 | 7  | 6  | 30 | 22 | +8   |
| 5    | Super ESCOM                 | 40  | 24 | 12 | 4  | 8  | 24 | 20 | +4   |
| 6    | Telecom Wanderers           | 36  | 24 | 10 | 6  | 8  | 34 | 25 | +9   |
| 7    | Red Lions Zomba             | 34  | 24 | 9  | 7  | 8  | 27 | 27 | 0    |
| 8    | Illovo FC                   | 30  | 24 | 7  | 9  | 8  | 30 | 28 | +2   |
| 9    | Moyale Barracks FC          | 29  | 24 | 8  | 5  | 11 | 28 | 39 | -11  |
| 10   | ADMARC Tigers               | 28  | 24 | 7  | 7  | 10 | 29 | 35 | -6   |
| 11   | ACT Stars                   | 23  | 24 | 6  | 5  | 13 | 27 | 33 | -6   |
| 12   | Dwanga Sugar Corporation FC | 23  | 24 | 5  | 8  | 11 | 27 | 36 | -9   |
| 13   | MAFCO FCP                   | 16  | 24 | 4  | 4  | 16 | 20 | 43 | -23  |

|  | Champion du Malawi 1999-2000                            |
|  | T : Tenant du titre P : Club promu de deuxième division |

## Bilan de la saison
| Championnat du Malawi de football 1999-2000 |                         |
| Champion                                    | Bata Bullets (5e titre) |
| Qualifications continentales                |                         |
| Ligue des champions de la CAF 2001          | Aucun                   |
| Coupe des Coupes 2001                       | Aucun                   |
| Coupe de la CAF 2001                        | Aucun                   |
| Promotions et relégations                   |                         |
| Promus en Super League                      | Gola United             |
| Promus en Super League                      | Blantyre University FC  |
| Relégués en National League                 | Aucun                   |